# Le Prequel du Coon et sa bande
Le Prequel du Coon et sa bande (Franchise Prequel en VO) est le quatrième épisode de la vingtième-et-unième saison de la série télévisée d'animation américaine  South Park, et le 281e épisode de la série globale. Il est diffusé pour la première fois le 11 octobre 2017 sur Comedy Central. L'épisode traite de l'Univers cinématographique Marvel, de la propagation des fausses informations sur Internet, notamment sur Facebook, et des accusations d'ingérences russes dans l'élection présidentielle américaine de 2016. Il sert aussi d'introduction au jeu vidéo South Park : L'Annale du destin.
Le Coon et sa bande prévoient d'adapter leurs aventures sur Netflix afin de démarrer leur propre univers cinématographique, à l'instar de Marvel. Mais des fausses informations publiées sur Facebook par le Professeur Chaos et ses acolytes ruinent leur plan.

## Résumé
Cartman et ses amis ont rendossés leurs costumes de super-héros pour reformer le Coon et ses amis. Ils se réunissent dans le sous-sol de Cartman avec un nouvel allié : Fast Pass, alias Jimmy Valmer, inspiré de Flash. La bande prévoit de faire plusieurs films, jeux vidéo et même une série sur Netflix basés sur leurs aventures.
Ils apprennent cependant que leur réputation est en train de s'effondrer à cause de ce qu'on dit d'eux sur Facebook. On les accuse entre autres de brûler le drapeau américain et d'avoir commis des actes sexuels ignobles.
Le Coon et sa bande apprennent vite que l'infâme Professeur Chaos, alias Butters, est derrière tout ça. Ils essayent de le convaincre d'arrêter, lui rappelant qu'il est aussi impliqué dans leur univers cinématographique et qu'il aura droit à son film de méchants, comme Suicide Squad. Un comparaison malheureuse, car Butters a détesté le film. De plus, il a lancé une entreprise très lucrative pour répandre ses fausses informations sur Facebook, et n'a pas l'intention de l'arrêter.
Cartman tente d'appeler Netflix, mais ses employés croient aux fausses nouvelles de Facebook et refusent de produire quoi que ce soit relatif au Coon et sa bande.
Ne sachant plus différencier les vraies informations des fausses, les parents de South Park décident d'inviter Mark Zuckerberg, le PDG de Facebook, à une réunion au centre social pour qu'il les aide. Mais Zuckerberg ne répond pas à leurs préoccupations. Il préfère se prendre pour une victime, accusant les adultes de vouloir le "bloquer" avec leurs questions, et repousse leurs tentatives avec ce qu'il appelle le "Style", qui consiste à faire des techniques de blocage de films d'arts martiaux.
Après l'échec de la réunion, Zuckerberg harcèle la ville entière, s'invitant n'importe où sans autorisation et faisant usage de son Style quand on lui fait des remontrances. Les habitants se plaignent à la police des actes du PDG de Facebook, mais l'inspecteur Yates leur dit clairement que c'est de leur faute car ils ont laissé entrer Zuckerberg dans leur ville et dans leur vie, via Facebook. 
Le Coon et sa bande s'introduisent dans la base de Chaos pour essayer de l'arrêter, mais ils sont arrêtés par son nouvel allié, Zuckerberg, que Butters a payé pour le protéger.
Le Coon élabore alors un plan. Il attaque Zuckerberg dans la rue avec sa bande, sous le regard des passants qui les applaudissent. Si les enfants ne font que s'amuser, le PDG de Facebook ne retient pas ses coups et riposte avec son Style. Le Coon dit alors que lui et ses amis voulaient juste protester au nom des groupes persécutés comme les Noirs, les juifs et les handicapés, qui sont représentés dans leur groupe et que Zuckerberg vient de brutaliser. La bagarre a été filmée par Craig Tucker, qui la diffuse sur Facebook Live. Zuckerberg, pris de panique, ferme Facebook pour empêcher la vidéo d'être visionnée par qui que ce soit. Chaos est alors vaincu, ne pouvant plus se servir de Facebook pour propager ses fausses informations.
Le Coon et sa bande racontent toute l'histoire à Stephen et Linda Stotch, qui débarquent en colère dans le repaire de Chaos. Stephen emmène Butters voir Vladimir Poutine au Kremlin, où il dispute son fils ainsi que le président russe, pour avoir donné à Butters l'idée de répandre des fausses nouvelles sur Internet.
Le Coon et sa bande ont retrouvé leur gloire et sont enfin en mesure de construire leur univers cinématographique. Mais ils tombent en désaccord sur les choix de Cartman, et finissent par se diviser.